# Demonstrator
Demonstrátor (latinsko demonstrare, kazati) je študent višjega letnika, ki pomaga profesorju ali asistentu pri vajah (pomaga študentom pri praktičnih vajah, pretipkava izpitna vprašanja ipd.). Vsak visokošolski zavod univerze določi način izbiranja demonstratorjev s pravilnikom. Načeloma jih predlagajo nosilci predmetov, pogoj pa je tudi povprečna ocena, kot tudi visoka ocena pri predmetu, pri katerem bo študent demonstrator.